# Мата (Каштелу-Бранку)
Мата (порт. Mata; МФА: [ˈma.tɐ]) — парафія в Португалії, у муніципалітеті Каштелу-Бранку. Розташована в східній частині країни, на теренах історичної португальської провінції Бейра. Входить до складу округу Каштелу-Бранку. За адміністративним поділом, чинним до 1976 року, терени парафії були складовою провінції Нижня Бейра. Належить до Порталегрівсько-Каштелу-Бранківської діоцезії Католицької церкви. Патрон — свята Маргарита. Площа — 23,9824 км². Населення — 470 ос. (2011). Слабо урбанізований регіон. Густота населення — 19,6 осіб/км²
. Код — 050215.

## Населення
| Кількість мешканців | Кількість мешканців | Кількість мешканців | Кількість мешканців | Кількість мешканців | Кількість мешканців | Кількість мешканців | Кількість мешканців | Кількість мешканців | Кількість мешканців | Кількість мешканців | Кількість мешканців | Кількість мешканців | Кількість мешканців | Кількість мешканців |
| ------------------- | ------------------- | ------------------- | ------------------- | ------------------- | ------------------- | ------------------- | ------------------- | ------------------- | ------------------- | ------------------- | ------------------- | ------------------- | ------------------- | ------------------- |
| 1864                | 1878                | 1890                | 1900                | 1911                | 1920                | 1930                | 1940                | 1950                | 1960                | 1970                | 1981                | 1991                | 2001                | 2011                |
| 354                 | 406                 | 502                 | 407                 | 716                 | 745                 | 885                 | 988                 | 1 080               | 1 132               | 670                 | 681                 | 623                 | 590                 | 470                 |